# Calosoma chihuahua
Calosoma chihuahua (лат.) — вид жуков-жужелиц из подсемейства собственно жужелиц. Распространён в Мексике. Обитают на высоте 2000—2400 метров над уровнем моря. Жуков можно наблюдать с мая по август. Длина тела имаго 25—28 мм. Крылья редуцированы. Внешне весьма схожи с Calosoma laeve Dejean, 1826.
Голотип и восемь паратипов хранятся в Американском музее естественной истории в Нью-Йорке.